# Període de Gauss
En matemàtiques i més precisament en aritmètica modular, un període de Gauss és una certa clase de suma d'arrels de la unitat. Els períodes de Gauss permeten càlculs explícits als cossos ciclotòmics, en relació amb la teoria de Galois i l'anàlisi harmònica sobre un grup abelià finit.
Fou introduït pel matemàtic alemany Carl Friedrich Gauss i va ser la base de la seva teoria de construcció amb regle i compàs. Per exemple, la construcció del polígon a 17 costats depenia de l'àlgebra d'aquest període, on
{\displaystyle 2\cos \left({\frac {2\pi }{17}}\right)}
n'és un exemple quan s'escriu de la forma
{\displaystyle 2\cos \left({\frac {2\pi }{17}}\right)=\zeta +\zeta ^{16}}
emprant
{\displaystyle \zeta =\exp \left({\frac {2\pi i}{17}}\right)} (La primera arrel complexa 17a de la unitat).
La primera arrel dissetena complexa de la unitat és un vector del pla complex que té mòdul 1 i angle 2π/17, per tant la seva part real és cos(2π/17) i la seva part imaginària sin(2π/17). En multiplicar aquesta arrel per si mateixa 16 cops (elevant-la a potència 16ena), resulta un nombre complex que té per mòdul 1 (1 elevat a 16 = 1) i angle 16(2π/17)=2π-(2π/17); per tant, la seva part real també és cos(2π/17) però la seva part imaginària és -sin(2π/17). Per això, al sumar-los, les parts imaginàries s'anul·len i en resulta un nombre real amb valor 2cos(2π/17).

## Sumatoris bàsics
Els períodes de Gauss tenen una teoria força rica. Alguns dels resultats més senzills són que el sumatori
{\displaystyle g(n)=\sum _{m=0}^{k-1}\exp \left({\frac {2\pi imn}{k}}\right)}
és zero si k no és divisor d'n, i és igual a k si k és divisor d'n. Donat un caràcter de Dirichlet χ mod k, el sumatori de Gauss associat a χ és
{\displaystyle G(n,\chi )=\sum _{m=1}^{k}\chi (m)\exp \left({\frac {2\pi imn}{k}}\right)}
Pel cas especial de {\displaystyle \chi =\chi _{1}}, el caràcter principal de Dirichlet, el sumatori de Gauss es redueix al sumatori de Ramanujan:
{\displaystyle G(n,\chi _{1})=c_{k}(n)=\sum _{m=1;(m,k)=1}^{k}\exp \left({\frac {2\pi imn}{k}}\right)=\sum _{d|(n,k)}d\mu \left({\frac {k}{d}}\right)}
on μ és la funció de Möbius.

## Definicions generals
En general, per un nombre natural donat n > 1, els períodes de Gauss són les sumes de diverses arrels n-èsimes primitives d'1, o en altres paraules, diverses sumes de termes
{\displaystyle \zeta ^{a}\,}
on
{\displaystyle \zeta =\exp \left({\frac {2\pi i}{n}}\right)\,}
i a és un nombre natural amb mcd(a, n) = 1. Existeix un període P per cada subgrup H del grup
{\displaystyle G=(\mathbb {Z} /n\mathbb {Z} )^{\times }}
dels residus inversibles mòdul n, i per cada òrbita O de H actuant sobre les arrels primitives n-èsimes, per exponenciació. És a dir, es pot definir
{\displaystyle P=P(O)\,}
com la suma de
{\displaystyle \zeta ^{a}\,}
en l'òrbita O.
Una altra manera d'establir aquesta definició és fer-ho en termes de la traça del cos. Es té
{\displaystyle P=\mathbf {Tr} _{\mathbb {Q} (\zeta )/L}(\zeta ^{j})}
per a un cert sub-cos L de {\displaystyle \mathbb {Q} (\zeta )\,} i un cert j primer amb n. Aquí, perquè correspongui a la forma precedent de la definició, es pren H com el grup de Galois de {\displaystyle \mathbb {Q} (\zeta )\backslash L\,}, amb la identificació
{\displaystyle \mathbb {Q} (\zeta )/\mathbb {Q} =(\mathbb {Z} /n\mathbb {Z} )^{\times }}
escollint {\displaystyle \zeta \,} com l'arrel de la unitat de referència.

## Exemple
La situació més senzilla es dona quan n és un nombre primer i p > 2. En aquest cas, G és cíclic d'ordre {\displaystyle p-1\,}, i posseeix un subgrup H d'ordre d per a cada factor d de {\displaystyle p-1\,}. Per exemple, es pot prendre H d'índex dos. En aquest cas, H està constituït pels residus quadràtics mòdul p. Per tant, un exemple d'un període de Gauss és
{\displaystyle P=\zeta +\zeta ^{4}+\zeta ^{9}+\cdots }
on la suma pot incloure fins a {\displaystyle {\frac {(p-1)}{2}}\,} termes. També existeix un període P*  que suma els exponents dels residus no quadràtics. Es fàcil veure que es té
{\displaystyle P+P^{*}=-1\,}
perquè al cantó esquerra hi ha totes les arrels p-èsimes d'1 tret del mateix 1 (com que la suma de totes és 0 si hi manca l'1, la suma de les altres ha de ser -1). Se sap també, a partir de la definició de la traça, que P està vinculat a una extensió quadràtica de {\displaystyle \mathbb {Q} \,}. Per tant, P satisfà una equació quadràtica de coeficients enters. Elevar P al quadrat com una suma condueix a un problema de recompte, en relació amb quants residus quadràtics són seguits per residus quadràtics, que es pot resoldre per mètodes elementals (com es diria actualment: calcular una funció zeta local, per a una corba que és una cònica). Això dona el resultat:
{\displaystyle (P-P^{*})^{2}=p\,} o {\displaystyle -p\,}, per a {\displaystyle p=4m+1\,} o {\displaystyle p=4m+3\,} respectivament.
Això, per tant, dona la informació precisa a propòsit del cos quadràtic enllaçat a {\displaystyle \mathbb {Q} (\zeta )\,}, qüestió que també es podria deduir amb arguments de ramificació en teoria algebraica de nombres (veure Enter quadràtic).
Com s'ha vist, l'arrel quadrada correcta és la positiva (i cops l'arrel positiva), en tots dos casos.

## Sumatoris de Gauss
Els períodes de Gauss estan connectats íntimament amb una altra classe de sumatoris d'arrels de la unitat, que es continuen anomenant normalment sumatoris de Gauss (de vegades sumes gaussianes). La quantitat
{\displaystyle P-P^{*}\,}
que ha aparegut més amunt és l'exemple no vulgar més senzill. S'observa que també es pot escriure
{\displaystyle \sum \chi (a)\zeta ^{a}\,}
on {\displaystyle \chi (a)\,} aquí representa el símbol de Legendre (a/p), i el sumatori s'estén sobre les classes de residus mòdul p. En el cas general dels sumatoris de Gauss que substitueixen aquesta elecció de {\displaystyle \chi \,} per qualsevol caràcter de Dirichlet mòdul n, el sumatori s'estén sobre les classes de residus mòdul n (amb la convenció usual {\displaystyle \chi (a)=0\,} si (a,n) > 1).
Aquestes quantitats són ubiqües en teoria del nombres. Per exemple, apareixen significativament en les equacions funcionals de les funcions L. Els sumatoris de Gauss són, en cert sentit, el cos finit equivalent a la funció gamma.

## Relació entre els períodes i els sumatoris
La relació amb els períodes de Gauss ve de l'observació següent: el conjunt dels a mòdul n per al qual {\displaystyle \chi (a)\,}pren un valor donat, és una òrbita O del tipus introduït abans. Les sumes de Gauss, per tant, es poden escriure com combinacions lineals dels períodes de Gauss, amb els coeficients {\displaystyle \chi (a)\,}; el recíproc també és cert, com una conseqüència de les relacions d'ortogonalitat (vegeu el paràgraf àlgebra del grup de l'article Caràcter d'un grup finit) per al grup {\displaystyle (\mathbb {Z} \backslash n\mathbb {Z} )^{\times }\,}. En altres paraules, els dos conjunts de quantitats són transformades de Fourier l'un de l'altre. Els períodes de Gauss estan lligats en cossos més petits, en general, ja que els valors del {\displaystyle \chi (a)\,} quan no és un nombre primer p són les (p - 1)-èsimes arrels de la unitat.